# Studentkåren i Sundsvall
Studentkåren i Sundsvall (SKS; engelska: Student Union in Sundsvall), grundades 1977. Studentkåren i Sundsvall har kårstatus vid mittuniversitetets campus i Sundsvall.  
Studentkåren representerar studenter som studerar på campus Sundsvall vid Mittuniversitetet, såväl som distansstudenter som är registrerade i Sundsvall. Detta innefattar studerande på kandidat- och masternivå, utbytesstudenter, gäststudenter såväl som doktorander. 

## Organisation

### Kårmöte
Studentkårens högsta beslutande organ är kårmötet. Kårmötet är ett öppet möte, som alla studenter har närvarorätt till och där medlemmar har rösträtt vid, och har sammanträder tre gånger per år. Vid dessa möten så beslutar kårmötet om strategiska frågor som studentkårens stadgar och regelverk. Vid novembermötet (som även räknas som årsmöte) beslutas budget och verksamhetsplan för det kommande verksamhetsåret. 
Vid kårmötets sammanträden fattas beslut huvudsakligen med enkel majoritet (ett fåtal frågor kräver större majoriteter; dessa finns samtliga angivna i kårens stadga).

### Kårstyrelsen
Kårstyrelsen, som är kårens högsta verkställande organ, utses via direktval av studenterna vid ett medlemsmöte under våren. Valberedningen administrerar valet där alla kårens medlemmar har rösträtt. Kårstyrelsen verkställer de beslut som kårmötet fattat och ansvarar inför kårmötet för kårens verksamhet.
Kårstyrelsen leds av kårordföranden och består förutom denna, av vice kårordförande samt ett antal ledamöter (max. elva stycken). Ledamöterna bör representera en mångfald gällande kön, ålder och utbildningsområde.

### Presidiet
Tre av kårstyrelsens ledamöter anses ha särskilt centrala funktioner inom kårens ledning, och bildar tillsammans det så kallade Presidiet. Presidiet består av kårordföranden, vice kårordförande och andra vice kårordförande, dessa leder den dagliga verksamheten. Kårordförande väljs direkt av studenterna via direktval i maj varje år och tillträder till höstterminen. Medan vice kårordförande och andra vice ordförande väljs på samma sätt men i November och tillträder i Januari.  Mandattiden för alla uppdragen är ett år och uppdragen för ordförande är heltidsarvoderad och för både vice ordförande halvtidsarvoden.
Både kårordförande, vice kårordförande och andra vice kårordförande arbetar med utbildningsfrågor och representerar studenterna i de centrala organen som exempelvis universitetsstyrelsen, rektors beslutsmöte och ledningsrådet på Mittuniversitetet.
Bland tidigare funktionärer märks politikern Roger Haddad som var vice ordförande läsåret 2000–2001.

#### Kårordförande
Kårordförandes uppdrag är att leda Studentkåren som organisation samt att vara Studentkårens ansikte utåt. Kårordföranden har den officiella kontakten med kommun, näringsliv, organisationer, myndigheter, regering och riksdag. Kårordförande har också ansvar för Studentkårens påverkansarbete.
Kårordföranden är ledamot i Mittuniversitetets styrelse, ledamot i disciplinnämnden, vice ordförande och sammankallande i Studenternas Stipendiestiftelse samt ledamot. 

#### Förste Vice kårordförande
Förste Vice kårordförandes uppdrag är att vara kårordförandens ställföreträdare och arbetar med studiefackliga samt studiepolitiska frågor.
Andre vice kårordförande
Januari 2023 infördes en reform för båda vice kårordförande. Andra vice ordförande ska därför arbeta inriktat mot studiesociala frågor och samordning istället för mot en specifik fackultet.

## Verksamhet
Studentkåren ska ses som en intresseorganisation för studenterna i Sundsvall. Kårens verksamhet regleras i verksamhetsplanen för året och bestäms av studenterna vid ett kårmöte. 

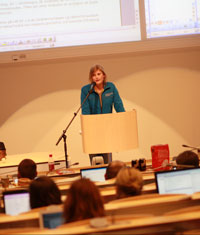
Konferens i Luleå

## Påverkansarbete
Studentkåren arbetar på lokalt, regionalt och nationellt plan för att påverka och informera politiker och makthavare om studenters villkor. Kåren träffar lokala riksdagsledamöter och kommunpolitiker, deltar i konferenser, skriver debattartiklar och gör kampanjer. Frågor som höjt studiemedel, fler lärarledda lektioner, bättre socialförsäkringssystem för studenter, reserabatter på kollektivtrafiken och en bra studentstad är exempel på vad kåren arbetar med.  

### Utbildningsfrågor och studiefackligt arbete
Studentkåren utser studentrepresentanter och representerar studenterna i universitetets olika organ, allt från fakultetsnämnderna, grundutbildningsråden, rektors beslutsmöte till universitetsstyrelsen. På det sättet är kåren en aktiv part för att förbättra lärosätet som helhet och utbildningarna i synnerhet. Kåren hjälper också studenter som får problem i sin utbildning, exempelvis vid konflikt med en lärare.

### Bostadsfrågor och hyresförhandlingar
Studentkåren arbetar aktivt med Mitthem / Stubo, de andra studentbostadsbolagen och Sundsvalls kommun för att alla studenter ska ha någonstans att bo under sin studietid. Studentkåren är också förhandlingspart tillsammans med Hyresgästföreningen när det gäller Mitthem / Stubos studentbostäder. 

### Arbetsmarknads- och näringslivsfrågor
Studentkåren arbetar på olika håll för att få en bra koppling mellan student och arbetslivet och öka anställningsbarheten. En del saker som studentkåren arbetar med inom området är driva frågan om praktik inom alla program samt som en valbar kurs för de som läser fristående kurser. En stor del ligger också på studentföreningarna, att de jobbar med anställningsbarheten, möjlighet till examensarbeten och praktik på företag inom sitt utbildningsområde.  
Tillsammans med Mittuniversitetet, studentföreningarna och andra organisationer så anordnar Studentkåren olika företagsträffar och föreläsningar för studenterna.

#### Sundsvalls Akademiska Arbetsmarknadsmässa, SAAM
SAAM, Sundsvalls akademiska arbetsmarknadsmässa, var en årlig återkommande mässa 1986 till 2017, och fungerade som en mötesplats för Mittuniversitetets studenter och deras framtida arbetsgivare. Under en heldag på vårterminen fylldes Campus Sundsvall med företag och föreläsare och de tidigare åren som mässan har genomförts har lett till många lyckade rekryteringar, examensarbeten och spännande möten. Arbetsmarknadsdagarna på Campus Sundsvall hette innan 2006 Armkroken och drevs som en fristående förening av studenter.
SAAM brukade erbjuda studenterna möjlighet att
- själva hjälpa till inför och under själva mässan
- träffa utställande företag inom flera branscher
- gå på intressanta föreläsningar
- få möjlighet till CV-granskningar
- förbokade kontaktsamtal med företag
- delta i tävlingar

SAAM har sedan våren 2018 ersatts av Mötesplats Campus, som arrangeras två gånger per år av Mittuniversitetets samverkansenhet.
Till SAAM:s gamla hemsida: www.saam.se

### Inspark av nya studenter

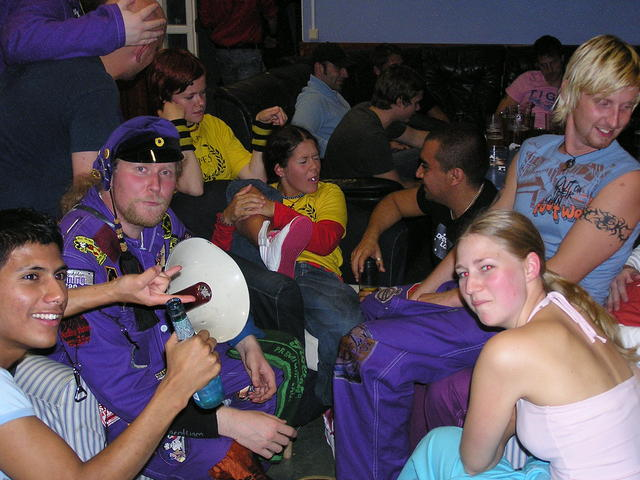
Inspark av nya studenter 2005

Studentkåren i Sundsvall arbetar för att alla studenter ska känna sig välkomna till sitt nya lärosäte tillsammans med sina nya studiekamrater.
Studentkåren är samordnare av insparken mellan Mittuniversitetet och linjeföreningarna. Studentkåren ser till att det samlas ihop kommitten (Varje ansvarig för insparken i varje studentförening) som sen beslutar om schema och aktiviteter på insparken. 
Exempel på aktiviteter
- Stadsvandring
- Fixarmässan
- Föreningsaktiviteter

#### Fixarmässan

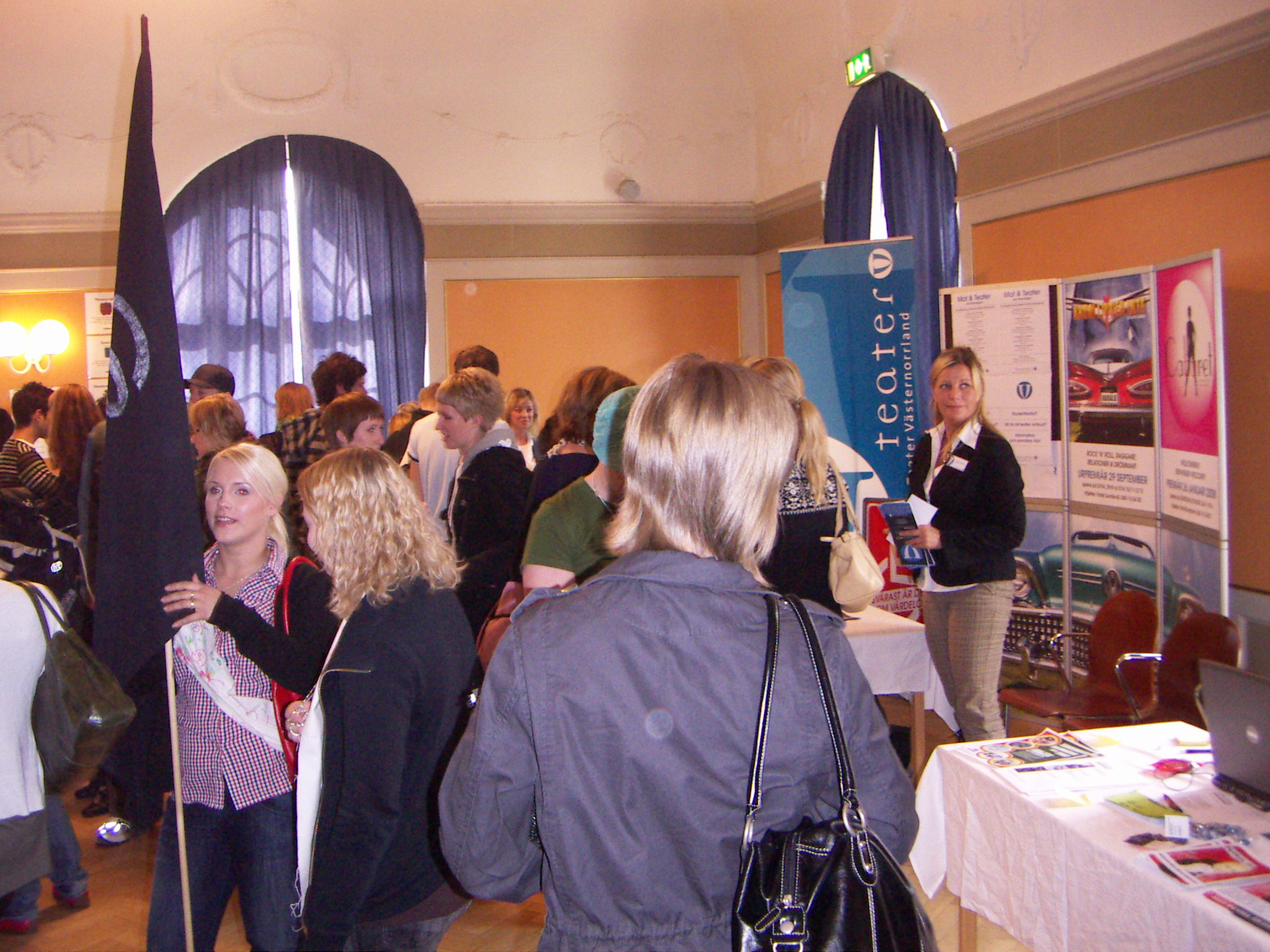
Fixarmässan på Kårhuset

Under första veckan på den nya höstterminen arrangeras Fixarmässan av Studentkåren på Kårhuset. På mässan möter nya studenter företag, organisationer och myndigheter som erbjuder dem bra tjänster, produkter och hjälp som de kan ha användning av under sin studietid. Det kan vara allt från billiga träningskort, information från Skatteverket till extrajobb från olika bemanningsföretag.

#### Utbildningsdag för faddrar
Studentkåren arrangerar fadderdag före höstterminens start för de studenter som ska ta emot de nya studenterna. Kursen brukar vara en heldag där man besöker campusområdet och får reda på vart allting finns som exempelvis studentservice, studenthälsan, studievägledare m.m. (Inte alltid självklart för gamla studenter heller). Under dagen så går man igenom alkohol och andra droger, olika policyer som gäller under insparken, lär sig första hjälpen och lära sig hantera diskriminering, plugga på studentkår- och kårhuskunskap m.m.

### Avslutningshögtid
Tillsammans med Mittuniversitetet arrangerar Studentkåren en avslutningshögtid två gånger per år för de studenter som tar examen på grundnivå och avancerad nivå. Avslutningshögtiden brukar bestå av lunch, musik från studentkören och kulturskolan samt talare som exempelvis Mittuniversitetets Rektor, representant från Sundsvalls Kommun, en representant från näringslivet och någon från Studentkårens presidium. Under avslutningshögtiden delas också tackbrev och en present från Mittuniversitetet till studenterna.

### Stipendier
Studentkåren i Sundsvall tillsammans med de andra två studentkårerna vid Mittuniversitetet är grundare av Studenternas Stipendiestiftelse som delar ut stipendier varje år. Sista ansökningsdag är 1 mars varje år. 
Nuvarande ordförande för stiftelsen är Börje Hörnlund, f.d landshövding i Västernorrlands län. Tidigare ordförande var f.d. centerledaren och statsministern Torbjörn Fälldin som också var en av dem som var med och grundade stiftelsen.

### Hälsofrågor
Studentkåren för en ständig diskussion med studenthälsan på Mittuniversitetet om hälsofrågor gällande studenter. Kåren arbetar tillsammans med studenthälsan med förebyggande arbete och kampanjer. 
Studenthälsan på Mittuniversitetet erbjuder studenter 
- möjlighet att träffa sjuksköterska, kurator och präst och prata om sin studie- och sociala situation.
- få tips och råd om kost, alkohol, sexualitet m.m.
- lära sig mer om stresshantering

Studentkåren tillsammans med landstinget Västernorrland och Studenthälsan arbetar aktivt tillsammans med att förebygga sexuellt överförbara sjukdomar (STI). Exempelvis så delar Studentkåren ut kondomer på campus och Kårhuset.

## Före detta Sundsvalls kårhus

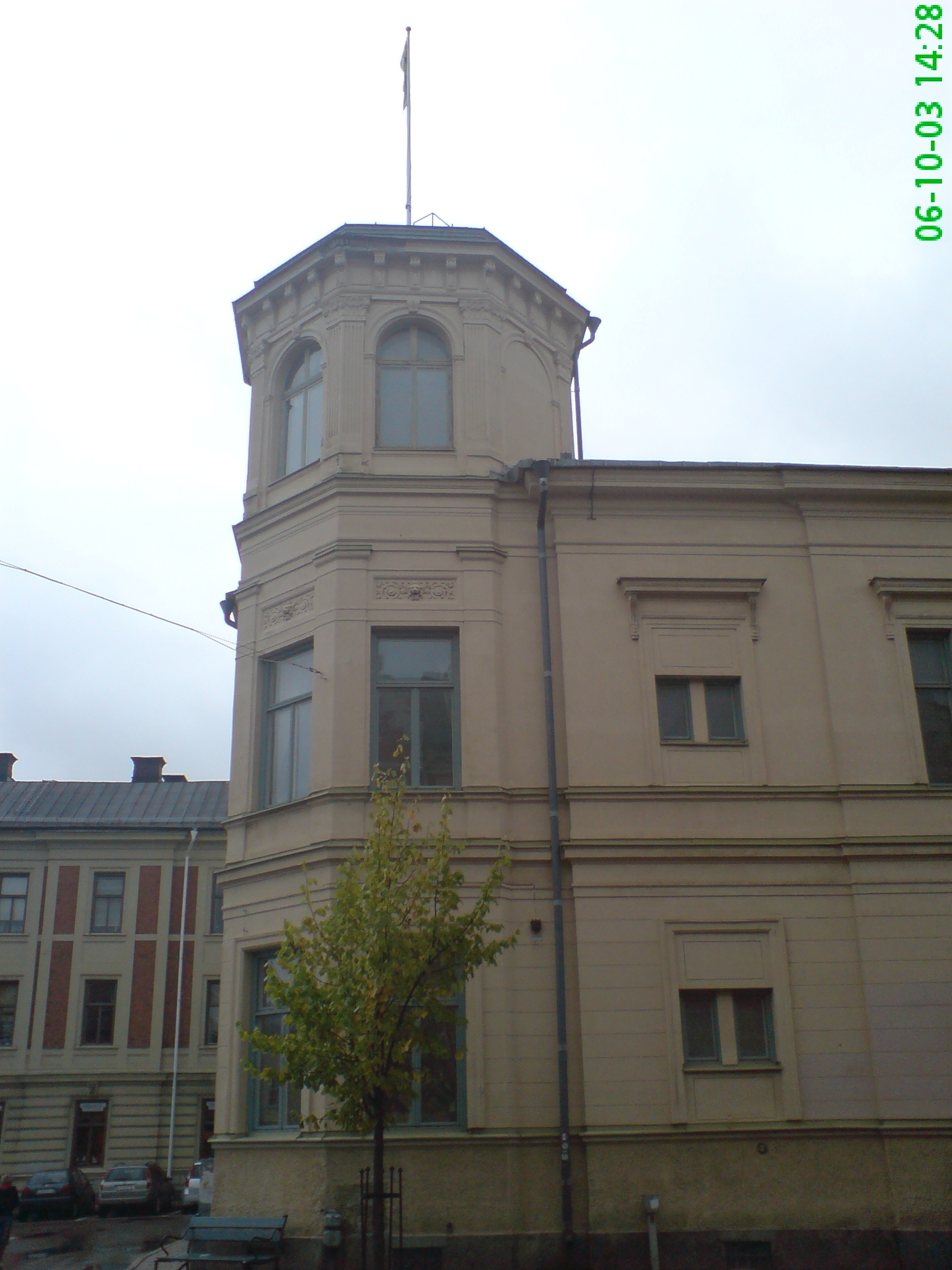
Sundsvalls gamla kårhus på Köpmangatan 15.
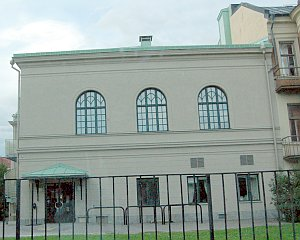
Gamla kårhuset från baksidan.
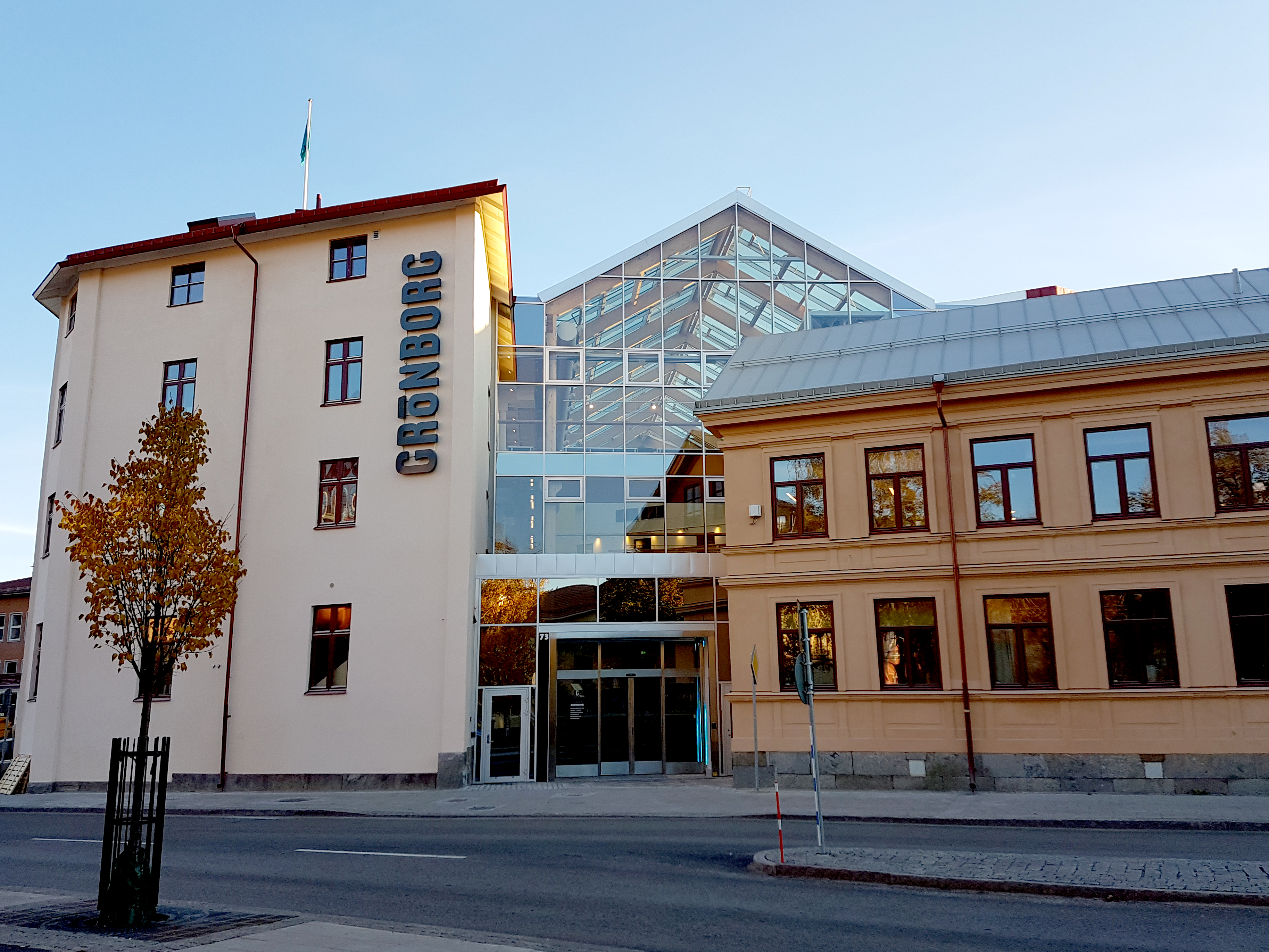
Grönborg på Storgatan 73 hyste kårhuset 2016 till 2019.

Sundsvalls Studenters Kårhus AB, SSKAB var ett helägt aktiebolag av Studentkåren och därmed ytterst av Sundsvalls studenter. Det gamla Kårhuset grundades 1989 i Sundsvalls stadsbiblioteks och högskolebibliotekets gamla lokaler, numera kallade Tornhuset, och bedrev restaurang- och barverksamhet för studenterna i Sundsvall. Bolaget hade en bolagsstyrelse som bestod av studenter, näringslivsföreträdare, representanter från Studentkåren, Sundsvalls kommun och Mittuniversitetet. VD och Vice VD skötte den operativa ledningen och valdes av bolagsstyrelsen. All personal bestod av studenter som arbetade ideellt. 
Sedan augusti 2016 var kårhusverksamheten istället förlagd till fastigheten Grönborg inom Campus Sundsvall. I januari 2019 försatte SSKAB emellertid i konkurs, och restaurangens VD bedriver själv vidare restaurang- och nattklubbsverksamheten på Grönborg under namnet Medelpads nation. Den 31 mars 2020 försatte VD nya bolag i konkurs för att sedan i  24 augusti 2020  tas över av det Restaurangen Grankotten på Norra berget. 

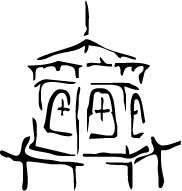
Kårhusets logotyp.
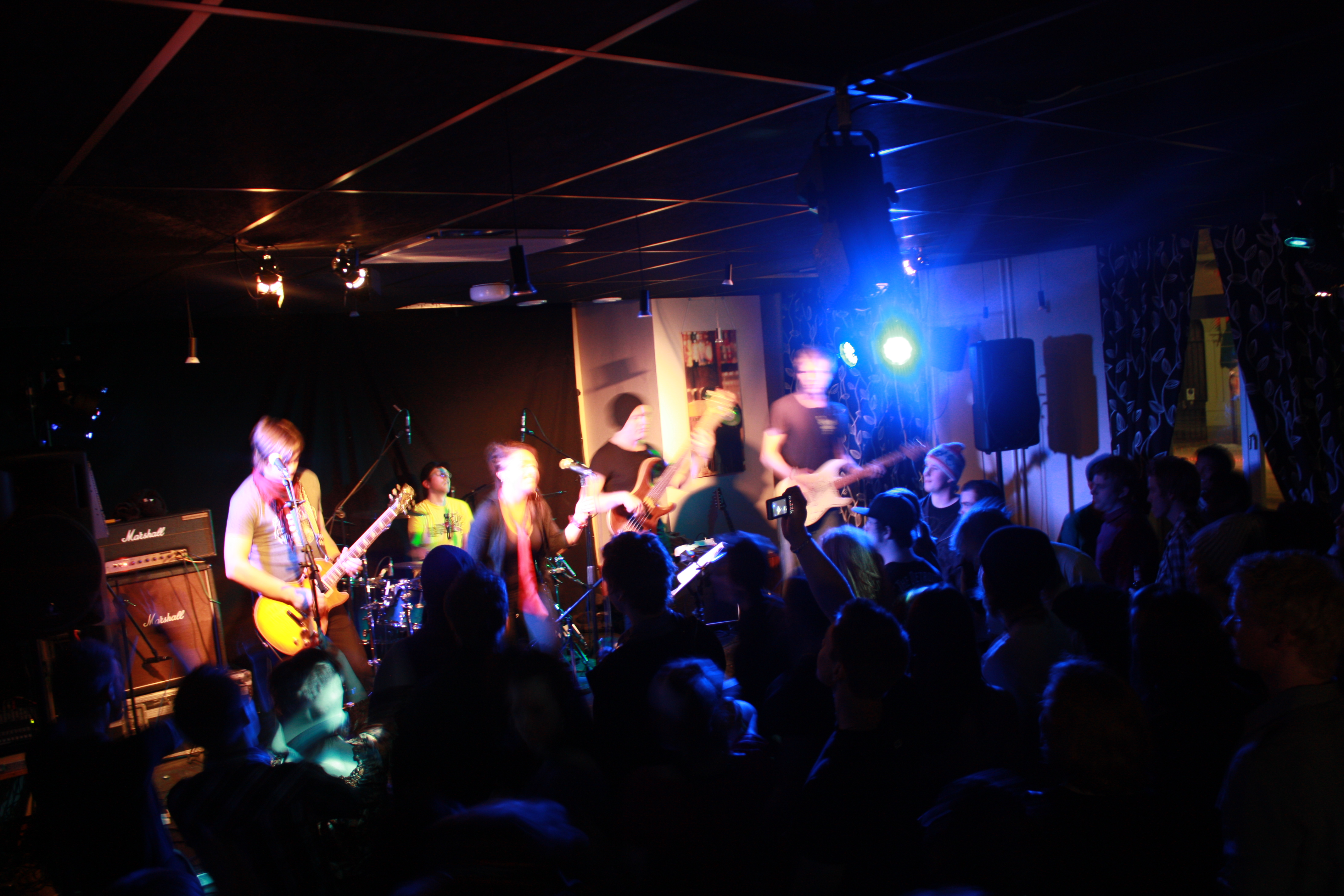
Spelning på gamla Kårhuset.
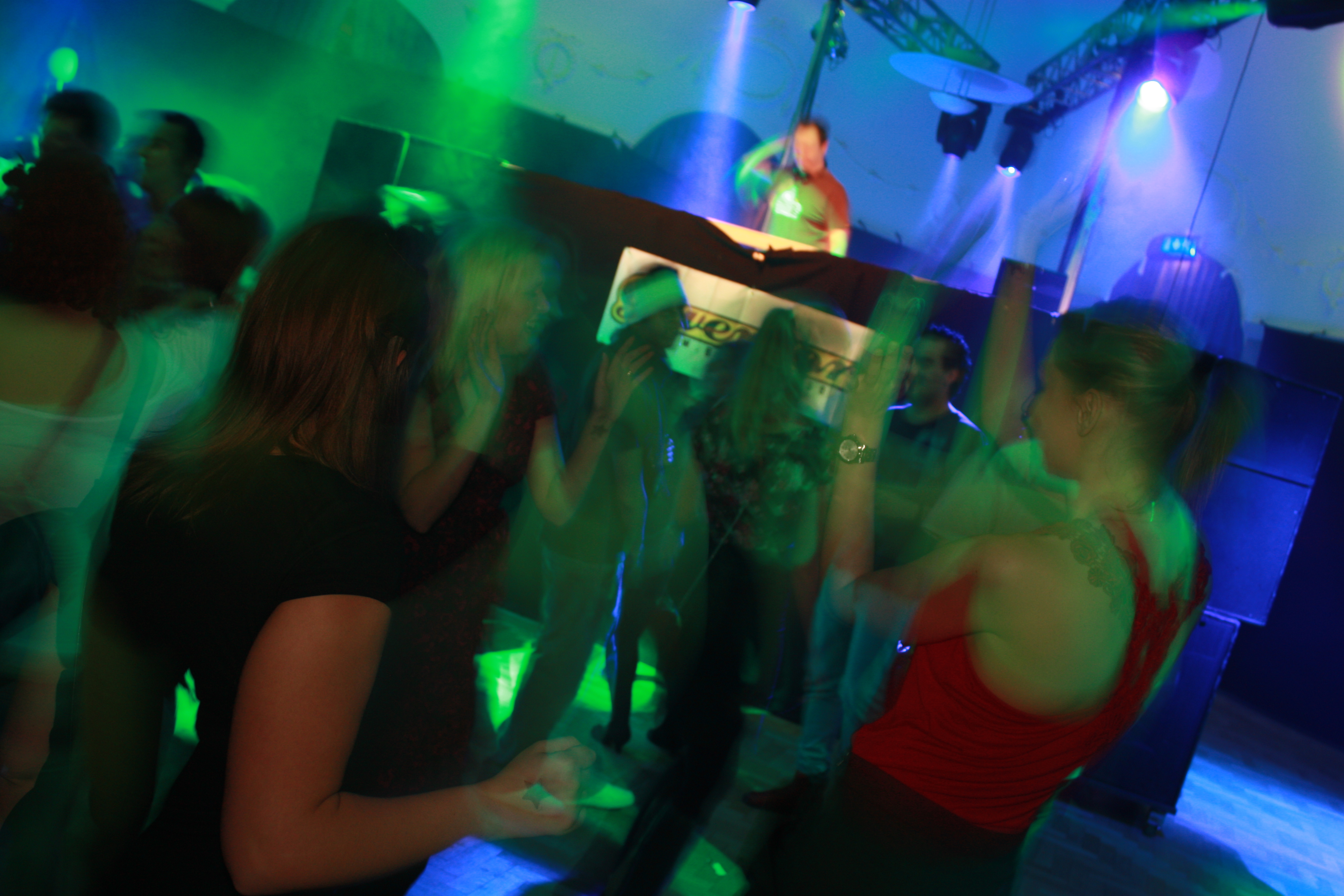
Disco på gamla Kårhuset.
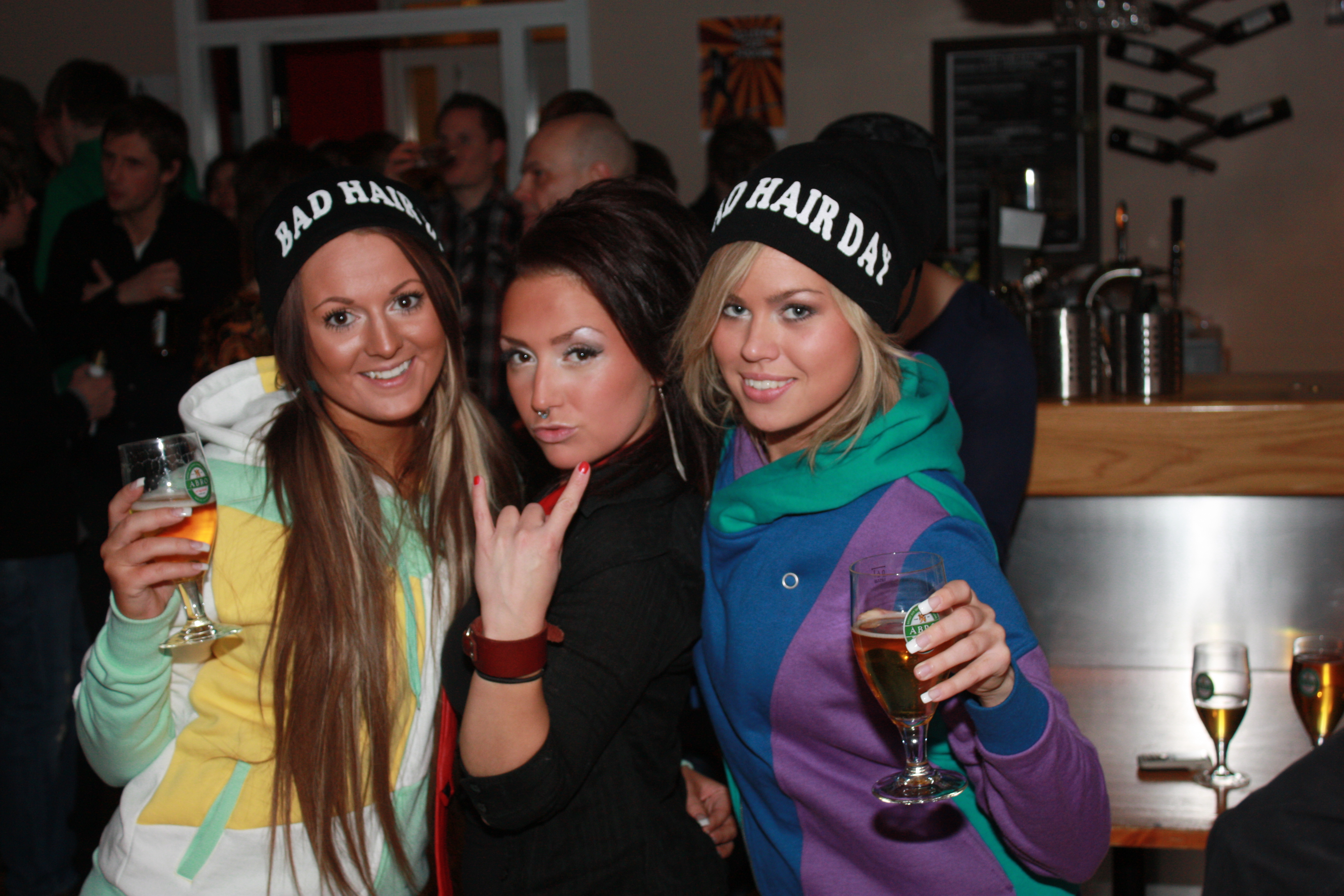
Mingel på gamla Kårhuset.

## Studentföreningar
Utöver utskotten finns också en rad studentföreningar, som inte kräver medlemskap i studentkåren.
Linjeföreningar i Sundsvall
- SUS, Samhälle Utbildning Sundsvall
- Sundekon, Sundsvalls Ekonomförening
- μtec (mytec), Sundsvalls Teknologers Förening
- JFS, Journalistföreningen i Sundsvall
- Committ, Linjeföreningen för fristående kurser i medie- och kommunikationsvetenskap, Info & PR samt Grafisk design och kommunikation.
- Emboli, Vårdstuderande, hälsovetare och kriminologers linjeförening vid Mittuniversitetet i Sundsvall

Studentföreningar
- Gungner - Studentkören i Sundsvall
- S.Å.S - Sundsvalls Åverållsällskap
- MIFS - Mittuniversitetets idrottsförening Sundsvall (bedriv med ett nytt namn SKS sport)
- MINK - Mittuniversitetets nätverk för kvinnor (Ej aktiv)

## Kårordföranden
- Ulf Dalgren 1988-1990
- Niklas Sundkvist 1990-91
- Evelina Samuelsson (nu Wennergrund)1998
- Daniel Hellström 1999-00
- Magnus Eriksen 2000-01
- Irina Heinonen 2001-02
- Sofia Jonsson (nu Andersson) 2002-03
- Erik Johansson 2003-04
- Andreas Dalstedt 2004-05
- Stephen Viklund 2005-06
- Jonas Lostelius 2006-07
- Magnus Runsten 2007-08
- Robert Thunfors 2008-09
- Chako Aliyar 2009-10
- Minna Söreling 2010-11
- Joachim Sjövall 2011-14
- Rickard Läth 2014-17
- Reza Moossavi 2017 (tillförordnad)
- Olof Bäckman 2017-18
- Tobias Schelin 2018-19
- Johan Nilsson Alsterbåge 2019 (tillförordnad)
- Rebecka Mc Neill 2019-21
- Felicia Dyberg 2021-22
- Erik Lund 2022-24
- Anitra Gudmarsdotter 2024-nu

## Vice kårordföranden
- Helena Mellda 1993-94
- Peter Olsson 1996-97
- Jenny Lindahl (nu Brask) 1998-99
- Nandini Das 1999-00
- Roger Haddad 2000-01
- Lisa Holmlund 2001-02
- Karl Lundberg 2002-03
- Andreas Dahlstedt med studiesocialt ansvar 2003-04
- Tim Ervasti med utbildningsansvar 2003-04
- Karolina Löfbom med studiesocialt ansvar 2004-05
- Andreas Narvå (fd. Lindfors) med utbildningsansvar 2004-05
- Johan Akerö 2005-06
- Per Steiner 2006-07
- Åsa Granberg 2007-08
- Jennie Helgsten Rosenholm 2008-09
- Minna Söreling 2009-10
- Diana Krantz 2010-12
- Beatrice Claesson 2012-13
- Rickard Läth 2013-14
- Reza Moossavi 2014-17
- Åse Mathisen 2017-18
- Caroline Wendle 2018-19
- Johan Nilsson Alsterbåge 2019-20
- Nicklas Stenlund 2020-21
- Emma Passi 2020-20
- Felicia Dyberg (HUV) 2021-21
- Liz Oskarsson (NMT) 2021- 2022
- Jennifer Bergman (HUV) 2021 - 2021
- Bipasha Borén (HUV) 2022 - 2022
- Anitra Gudmarsdotter (utbildningsfrågor) 2023-24
- Liz Oskarsson (studiesociala frågor) 2023
- Linnéa Lindqvist (studiesociala frågor) 2023
- Felicia Hörnfeldt (studiesociala frågor) 2024 - nu
- Erik Lund (tillförordnad, utbildningsfrågor) 2024 - 2024
- Fanny Sellbom (utbildningsfrågor) 2024-nu

## Fotnoter
1. ↑  ”Mötesplats Campus”. Arkiverad från originalet den 15 januari 2018. https://web.archive.org/web/20180115190645/https://www.miun.se/motesplatscampus. Läst 15 januari 2018.
2. ↑  Lind, Tiffany (25 januari 2019). ”Sundsvalls kårhus i konkurs”. https://www.svt.se/nyheter/lokalt/vasternorrland/sundsvalls-karhus-i-konkurs. Läst 18 november 2019.
3. ↑  ”Medelpads Nation”. www.facebook.com. https://www.facebook.com/Medelpadsnation/posts/543055349673967. Läst 20 oktober 2020.
4. ↑  ”Grönborg”. www.facebook.com. https://www.facebook.com/gronborgsundsvall/posts/1497726750399776. Läst 20 oktober 2020.